# Western Australian Open 1970
Il Western Australian Open 1970 è stato un torneo di tennis giocato sul erba. È stata la 1ª edizione del torneo, che fa parte dei Tornei di tennis maschili indipendenti nel 1970 e dei Tornei di tennis femminili indipendenti nel 1970. Si è giocato a Perth in Australia, 29 dicembre 1969 al 4 gennaio 1970.

## Campioni

### Singolare maschile
Fred Stolle ha battuto in finale  Phil Dent con il punteggio di 6–3 6–3 9–7

### Doppio maschile
informazione non disponibile

### Singolare femminile
Margaret Smith-Court ha battuto in finale  Kerry Melville Reid con il punteggio di 6–4 6–4

### Doppio femminile
Karen Krantzcke /  Kery Melville hanno battuto in finale  Margaret Court /  Winnie Shaw con il punteggio di 6–1 6–1